# Castello Dondena Bagnoli
Il Castello Dondena Bagnoli è un edificio che si trova a Iano, una frazione di Scandiano, in provincia di Reggio Emilia. 

## Descrizione
Il complesso è stato realizzato dai Bagnoli, in stile neo-medievale, nella seconda metà dell'Ottocento. Si possono distinguere due edifici: il primo ha caratteri rustici, mentre il palazzo vero e proprio sorge a un centinaio di metri. Vi sono poi una torre a pianta quadrata annessa all'abitazione, coronata da merli, una torricella angolare ed una seconda torre circolare di servizio. All'interno sono conservati affreschi di Augusto Mussini e Cirillo Manicardi. Dai Bagnoli la proprietà è passata ai Dondena, ai Del Pozzo, ai Ferrarini e infine alla famiglia Giacobazzi di Formigine.